# 迪恩·基利
甸恩·勞倫斯·傑利（Dean Laurence Kiely，1970年10月10日—）是前愛爾蘭的職業職業足球員，司職門將，曾代表愛爾蘭上陣，但經常被列作後備門將。他在2004年退役國家隊。截至2007年1月30日，基利上陣 672 場，其中 219 場保持清白之身，讓人留下深刻的印象。2010年3月開始傑利成為西布朗守門員教練兼球員，2011年7月後只擔任守門員教練。

## 職業生涯
在學生時期，他在西布朗接受足球訓練，之後被位於利勒夏爾（Lilleshall）的足總足球學校取錄。高雲地利與基利簽約，但他在高雲地利和外借到葉士域治期間都得不到正選上陣的機會。他的職業生涯在約克城（York City）正式開始，他在1990年至1996年為約克城上陣 210 場，曾協助球隊在聯賽盃作客老特拉福德球場以 3-0 大勝曼聯。
基利在其後的三年效力，接著轉投超級聯賽球隊查尔顿竞技。在1999年至2005年間，他都是查爾頓的正選門將，創造了令人崇敬的不失球記錄，他很受球迷歡迎。查爾頓以相對較低的價格簽下來自低組別球隊的基利，再一次証明了古比士利（Alan Curbishley）辨識天才球員的能力。2003年11月3日，在聖安德魯斯球場（St Andrews）對陣伯明翰的比賽裡，基利撲出了克里斯托弗·杜加里的妙射，最終查爾頓以 2-1 取勝，基利其後表示那是他最喜愛的一次撲救。
2006年1月，基利轉投朴茨茅斯，在該季協助樸茨茅夫護級。基利代表樸茨茅夫在足總盃對利物浦的賽事首次登場，最終在法頓公園球場（Fratton Park）以 1-2 戰敗。2006年8月11日，大衛·詹姆斯加盟樸茨茅夫，基利表達出他的憂慮，因為他需要與大衛·占士及占美·艾舒唐（Jamie Ashdown）爭取正選出場的機會，於是他在秋季決定離開樸茨茅夫。
2006年11月，他被租借到盧頓，首次為盧頓出場時以 1-2 敗給修咸頓。到2007年1月轉會市場開啟，基利與西布罗姆维奇簽約 18 個月。2007年4月28日，西布朗作客高雲地利，西布朗球迷以傳統的愛爾蘭式的客場派對歡迎基利及同是愛爾蘭國腳保羅·麥沙尼（Paul McShane）的加盟。
基利於2007年9月1日達到職業足球生涯第 700 場比賽的里程碑，以 2-0 擊敗保持不失。2008年1月與西布朗簽訂新合約，將留隊效力直到2009年夏季。
2010年3月31日，西布朗宣佈基利為守門員教練，球員注冊繼續保留。
2011年6月17日，西布朗證實基利於新球季只擔任守門員教練職位。

## 外部連結
- 迪恩·基利的職業統計，出自Soccerbase
- 迪恩·基利的的官方網站 出自Icons.com
- BBC 檔案 （页面存档备份，存于）